# Запоріжжя (Казахстан)
Запорі́жжя (каз. Запорожье) — село у складі Жаксинського району Акмолинської області Казахстану. Адміністративний центр Запорізького сільського округу.
Населення — 1749 осіб (2021; 1887 у 2009, 1873 у 1999, 2126 у 1989).
Національний склад станом на 1989 рік:
- німці — 31 %;
- росіяни — 22 %;
- українці — 21 %.